# دامنه بولی
در ریاضیات و جبر مجرد، دامنه بولی مجموعه ای است که دقیقاً از دو عنصر تشکیل شده است که تفاسیر آنها شامل نادرست و درست است. در منطق، ریاضیات و علوم کامپیوتر نظری، دامنه بولی معمولاً به صورت {۰، ۱} یا {\displaystyle \mathbb {B} } نوشته می‌شود.
ساختار جبری که به طور طبیعی بر روی یک دامنه بولی ساخته می شود جبر بولی با دو عنصر است. شی اولیه در دسته شبکه های محدود یک دامنه بولی است.
در علوم کامپیوتر ، یک متغیر بولی، متغیری است که مقدار خود را از یک دامنه بولی می گیرد. برخی از زبان های برنامه نویسی دارای کلمات یا نمادهای رزرو شده برای عناصر دامنه بولی هستند، به عنوان مثال false و true . با این حال، بسیاری از زبان های برنامه نویسی به معنای دقیق ، نوع داده بولی ندارند. به عنوان مثال، در C یا BASICT، نادرستی (falsity) با عدد 0 و درستی (truth) با عدد 1 یا 1- نشان داده می شود، و همه متغیرهایی که می توانند این مقادیر را بگیرند، می توانند هر مقدار عددی دیگری را نیز بگیرند.

## تعمیم ها
دامنه بولی {0، 1} را می توان با بازه واحد [0,1] جایگزین کرد، در این صورت به جای تنها گرفتن مقادیر 0 یا 1، می توان هر مقداری بین و شامل 0 و 1 را در نظر گرفت. از نظر جبری، نفی (NOT) با ضرب ({\displaystyle xy}) جایگزین می شود، و فصل (OR) توسط قانون دمورگان {\displaystyle 1-(1-x)(1-y)=x+y-xy} تعریف می شود.
تفسیر این مقادیر به عنوان ارزش های درستی منطقی،  یک منطق چند ارزشی به به ارمغان می آورد که مبنای منطق فازی و منطق احتمالی را تشکیل می دهد. در این تفاسیر، یک مقدار به عنوان "درجه" درستی تعبیر می شود (تا چه حدی یک گزاره درست است، یا احتمال درست بودن یک گزاره).